# Casalnuovo Monterotaro
Casalnuovo Monterotaro (fino al 1862 chiamata Casalnuovo) è un comune italiano di 1 365 abitanti della provincia di Foggia in Puglia.

## Geografia fisica
Posto a 432 m s.l.m., al nord-ovest della provincia di Foggia e al confine con il Molise, Casalnuovo Monterotaro fa parte dei monti Dauni settentrionali e, insieme ai comuni limitrofi di Casalvecchio di Puglia e Castelnuovo della Daunia, costituisce l'Unione dei Comuni dei Casali Dauni.
È circondato da un ampio contesto naturalistico, caratterizzato da spazi verdi e da numerosi corsi d'acqua che si immettono nel fiume Fortore.

## Storia
Casalnuovo Monterotaro nasce tra il IX e il X secolo d.c., da alcuni insediamenti sul colle di Monterotaro. Il primo borgo aveva infatti il nome di Mons Rotarius, feudo posseduto nel 1250 da Riccardo da Malta, come narra un documento in possesso dell'archivio di Stato di Napoli.
Durante i due secoli successivi si sviluppò un movimento migratorio verso la valle dove è ubicato l'attuale centro abitato.
Infatti, secondo un documento manoscritto ottocentesco conservato presso la Biblioteca nazionale di Francia, il paese fu poi fondato nel 1466 da immigrati slavi, provenienti dall'opposta costa adriatica.
Durante il XVIII secolo il borgo passò sotto il dominio dei principi di Bisignano e fu chiamato Casale Nuovo Monterotaro; risalgono a questa epoca le costruzioni della Chiesa parrocchiale dedicata ai Santi Pietro e Nicolò, e di un palazzo ducale ancora perfettamente conservato.
Il paese si sviluppò all'ombra dell'antica abbazia di Monterotaro ed ha dovuto subire nel tempo i danni causati da diversi eventi sismici, come il terremoto del 31 ottobre 2002 che ha prodotto ingenti danni al patrimonio edilizio comunale.

### L'antico borgo di Monterotaro
Situato a 5 chilometri dal centro abitato di Casalnuovo, secondo lo storico Armando Gravina la località di Monterotaro risulta frequentata fin dal V-VI secolo a.c. al I secolo a.c.
Si tratterebbe di una serie di realtà insediative evolutesi in un castrum nel periodo longobardo.
Il colle deve il suo nome in virtù della sua fisionomia geomorfologica e per questo era chiamato Monte Rotondo.
Intorno al VII d.C. Monterotaro sarebbe entrato a far parte del ducato longobardo di Benevento, come presidio antibizantino.
Dalla metà del XII secolo la documentazione lega il destino di Monterotaro ad alcune potenti famiglie feudali normanne, intrecciandosi con la vivacità religiosa e l'impegno civile dei monasteri benedettini di Santa Maria De Rocca (i cui resti sono visibili a 2 km da Casalnuovo, nei pressi della sponda destra del fiume Fortore) e di San Matteo di Sculgola.

## Monumenti e luoghi d'interesse
- Chiesa di Santa Maria della Rocca, sorge sull'unico colle del centro abitato, il quale si è sviluppato nel tempo quasi interamente su un antico percorso di crinale, lungo una direttrice nord-sud. La sua erezione potrebbe essere datata intorno alla metà del XVII secolo.
- Chiesa dei SS. Pietro e San Nicolò, eretta nel XVI secolo e posta ai piedi del Corso principale del paese, dedicato al cardinale Pietro Parente.
- Borgo e Torre di Monterotaro, posto a 5 chilometri da Casalnuovo, Monterotaro rappresenta il primo insediamento, posto a 560 metri di altitudine. È ancora abitato e in cima presenta i resti delle mura di cinta e una torre quadrata di origine longobarda.
- Chiesa della Madonna di Monterotaro
- Località Caccetta, a circa 4 chilometri dal centro abitato (in direzione nord, al confine con il Molise) vi si trova una fonte naturale di acqua, che probabilmente fu parte di un complesso di epoca imperiale.
- Fontana Borbonica, risalente al 1834, perfettamente conservata e costituita da una nicchia in pietra, sormontata da un timpano recante un'esortazione di utilizzo.
- Oasi Lipu di Colle Bettino, in cui è possibile osservare diverse specie di fauna selvatica e di uccelli rapaci.
- Museo della civiltà contadina
- Parco Unità D'Italia
- Parco Tre Croci, sorge all'ingresso del paese (arrivando dal confine con il vicino Molise). Intorno al XVII secolo l'area era utilizzata come cimitero. Dopo una missione dei Padri Oblati del 1958 vi fu eretto un piccolo altare con tre croci, poi trafugate. Recentemente è avvenuta la riqualificazione del sito con un'area verde, panchine, una pista ciclabile e una nuova struttura che ricorda le tre croci originarie.
- Villetta Sacro Cuore

## Società

### Evoluzione demografica
Abitanti censiti

#### Tradizioni e folclore
- Processione in onore della Madonna della Rocca (15 agosto)
- Processione in onore della Madonna del Rosario (prima domenica di ottobre)
- Processione in onore della Madonna di Monterotaro (seconda domenica di Maggio)
- Processione in onore di Sant'Antonio da Padova (13 giugno)
- Processione in onore di San Michele Arcangelo e della Madonna di Pompei e falò devozionali (8 maggio)

## Cultura
Ha sede a Casalnuovo Monterotaro un museo della civiltà contadina.
Dal 1996 si svolge la Festa dell'accoglienza, che rappresenta un ponte con i Casalnovesi emigrati negli ultimi decenni. In ogni edizione vengono premiati i compaesani che si sono distinti in campo professionale, artistico e culturale.
Dal 2018 si svolge Musincka festival di musica e tradizioni balcaniche.
Dal 2012 al 2014 il comune ha ospitato il festival di artisti, musicisti e danzatori itineranti Capodanze. Nel 2016 ha ospitato la rassegna CasalCinema Film Festival, nel cui ambito è stato anche realizzato un cortometraggio.

## Economia

### Turismo
Il comune è associato al club dei Borghi Autentici d'Italia.

## Amministrazione
| Periodo         | Periodo         | Primo cittadino         | Partito                                    | Carica      | Note   |
| --------------- | --------------- | ----------------------- | ------------------------------------------ | ----------- | ------ |
| 18 giugno 1985  | 25 giugno 1990  | Simino Michele Di Fiore | Democrazia Cristiana                       | Sindaco     | [ 13 ] |
| 25 giugno 1990  | 24 aprile 1995  | Simino Michele Di Fiore | Democrazia Cristiana                       | Sindaco     | [ 13 ] |
| 24 aprile 1995  | 14 giugno 1999  | Giovanni Pompeo Bredice | Lista Civica Insieme per Casalnuovo        | Sindaco     | [ 13 ] |
| 14 giugno 1999  | 14 giugno 2004  | Armando Palmieri        | Lista Civica                               | Sindaco     | [ 13 ] |
| 14 giugno 2004  | 26 ottobre 2005 | Antonio Celeste         | Lista Civica Uniti per la ricostruzione    | Sindaco     | [ 13 ] |
| 26 ottobre 2005 | 30 maggio 2006  | Ernesto Liguori         |                                            | Comm. pref. | [ 13 ] |
| 30 maggio 2006  | 16 maggio 2011  | Pasquale De Vita        | Lista Civica Civitas - Concordia Cittadina | Sindaco     | [ 13 ] |
| 16 maggio 2011  | 28 maggio 2016  | Pasquale De Vita        | Lista Civica Nova Civitas                  | Sindaco     | [ 13 ] |
| 28 maggio 2016  | 4 ottobre 2021  | Pasquale De Vita        | Lista Civica L'Altra Civitas               | Sindaco     | [ 13 ] |
| 4 ottobre 2021  | In carica       | Pasquale Codianni       | Lista Civica L'Altra Civitas               | Sindaco     | [ 13 ] |

Casalnuovo Monterotaro è sede della comunità montana dei Monti Dauni Settentrionali.

## Sport
Hanno sede nel comune le società di calcio: A.C.D. Gioventù Dauna Calcio e ASD Casalnuovo (sciolta nell’anno 2018), le quali hanno disputato campionati dilettantistici regionali.
La squadra di calcio a 5 Sporting Casalnuovo (al 2022 non più esistente), disputava la serie C2 del campionato molisano.
Hanno sede nel comune anche l'associazione di pallavolo ASD Volley Casalnuovo e l'associazione sportiva ASD New Life.